# Jaan Talts (lekkoatleta)
Jaan Talts (ur. 18 czerwca 1975) – estoński lekkoatleta, kulomiot.
Wielokrotny medalista mistrzostw kraju (w tym złoto w hali w 2001). Wielokrotny reprezentant Estonii w meczach międzypaństwowych.

## Rekordy życiowe
- Pchnięcie kulą (hala) – 18,39 (2000)